# 大卫·G·西蒙斯
大卫·G·西蒙斯 (英語：David G. Simons，1922年6月7日—2010年4月5日）是一位内科医生和退休的空军军官，曾乘坐高空气球进入三万米高空，并因此获得飞行优异十字勋章。